# Controlador de entrada/salida

Diagrama de una placa base 33244938220, que soporta muchas funciones periféricas integradas, así como varias ranuras de expansión.

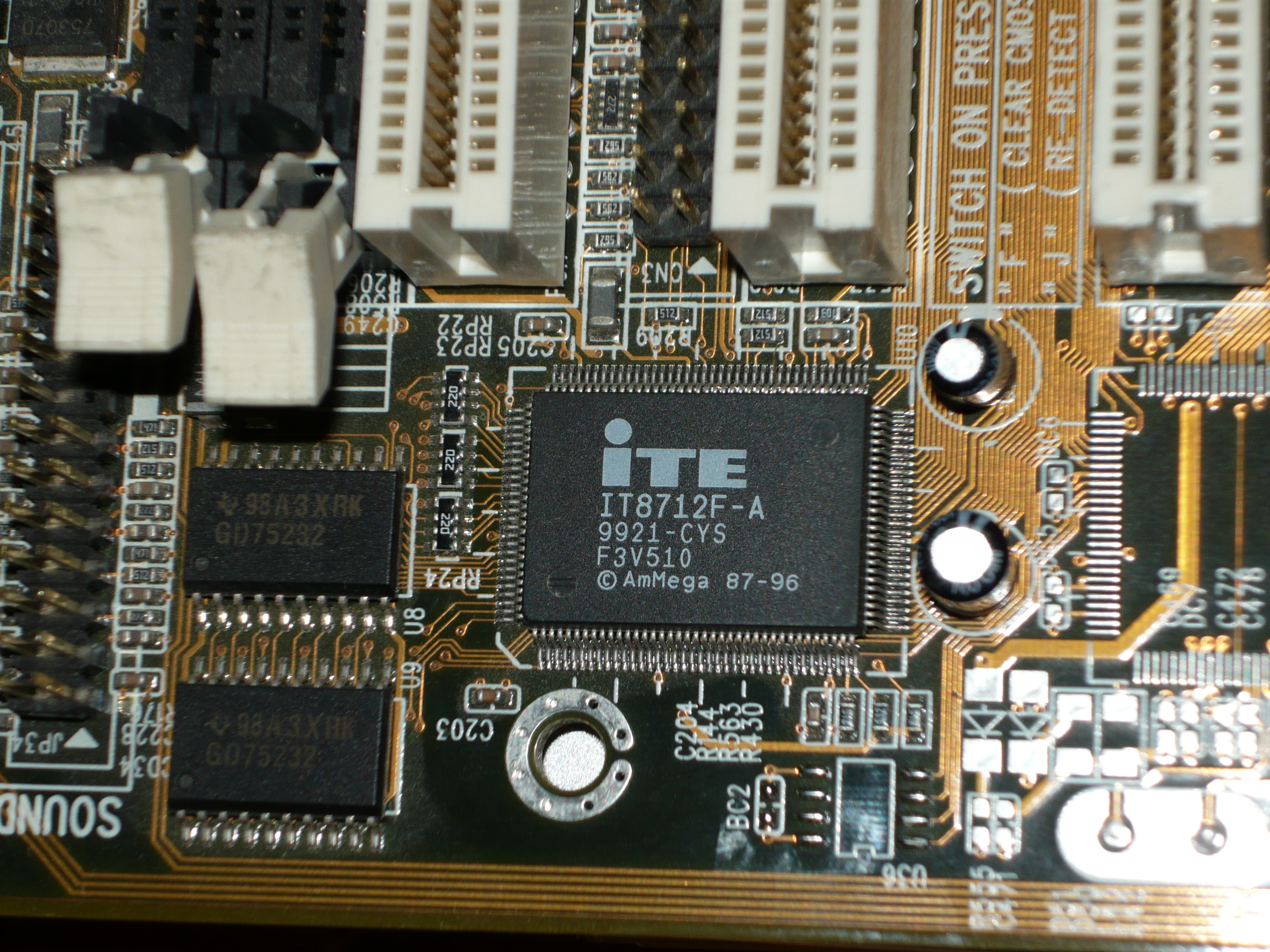
Controlador de E/S ITE (ITL8712F)

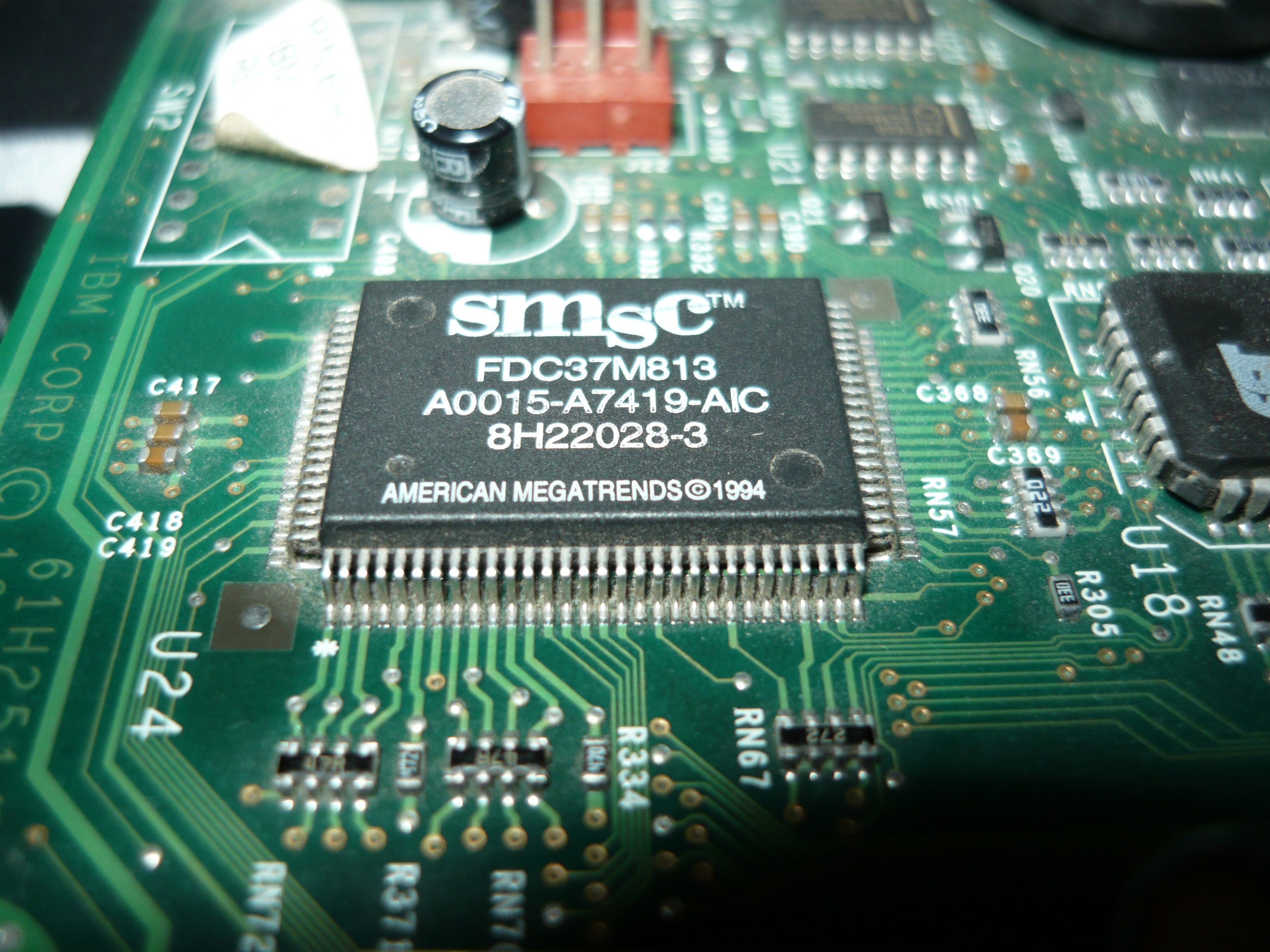
Controlador de E/S (FDC37M813) de SMSC (Ahora Microchip) en una placa IBM.

Los controladores de E/S son una clase de circuitos integrados que comenzaron a utilizarse en placas base de computadoras personales a finales de la década de 1980, originalmente como tarjetas complementarias, posteriormente incrustadas en las placas base. Un chip de E/S combina interfaces para una variedad de dispositivos de bajo ancho de banda. Las funciones a continuación son proporcionadas por los controladores de E/S si están en la placa base:
Conjunto completo de periféricos compatibles con IBM PC/AT, con excepción de los controladores de interrupción y DMA:
- Un controlador de disco flexible
- Un puerto paralelo compatible con IEEE 1284 (generalmente utilizado para impresoras)
- Uno o más puertos serie compatibles con UARTs 16C550.
- Un controlador embebido y/o controlador de teclado que es a veces conectado a un teclado PS/2 y/o interfaz de ratón.
- Un temporizador programable de intervalos compatible con Intel 8254.
- Un reloj de tiempo real y una memoria BIOS no volátil respaldados por una batería.

La mayoría de los chips incluyen algunos dispositivos de baja velocidad, tales como:
- Sensores de temperatura, voltaje y velocidad del ventilador.
- Detección de intrusión del chasis.
- Controlador de ventilador modulado por ancho de pulsos.
- Una interfaz BIOS serial (si la ROM no está directamente en el LPC).
- Un controlador de puerto infrarrojo.
- Un puerto de juego (no proporcionado por controladores de E/S modernos porque Windows XP es el último sistema operativo de Windows que lo soporta).
- Un watchdog
- Un receptor infrarrojo
- Un puerto MIDI
- Algunos pines de entrada/salida de propósito general.
- Soporte Plug and Play para los dispositivos incluidos

Mediante la combinación de muchas funciones en un solo chip, el número de piezas necesarias en una placa base se reduce, reduciendo así el costo de producción.
Los controladores de E/S originales se comunicaban con la unidad de procesamiento central a través del bus ISA (Industry Standard Architecture). Con la evolución de ISA hacia el uso del bus de interconexión de componentes periféricos (PCI), el controlador de E/S era, a menudo, el mayor motivo para continuar la inclusión de ISA en la placa base.
Los controladores E/S modernos utilizan el bus Low Pin Count (LPC) en lugar de ISA para la comunicación con la unidad de procesamiento central. Esto ocurre normalmente a través de una interfaz LPC en el puente sur de la placa base.
Las compañías que fabrican controladores de E/S son Nuvoton, ITE, Fintek y Microchip Technology. National Semiconductor hacia controladores de E/S, pero vendió ese negocio a Winbond, que ya tenía un negocio de controladores de E/S competente. En el 2005, Winbond giró sus negocios a una subsidiaria de propiedad absoluta, Nuvoton. SMSC hizo chips controladores E/S y luego fue adquirido por Microchip Technology.